# Randy Orton
Randall "Randy" Keith Orton född 1 april 1980 i St. Louis, Missouri, är en amerikansk fribrottare.
Randy Orton, också känd under smeknamnen The Legend Killer och The Viper som han fick av att besegra flera legender som Shawn Michaels, Dusty Rodhes, Sgt. Slaughter och Mick Foley. Han startade sin karriär i World Wrestling Entertainment med att vara med i en grupp kallad Evolution. I denna grupp fanns även bland andra Ric Flair, Triple H och Batista. Han blev lämnade gruppen efter att ha vunnit mästarbältet av Chris Benoit (Summerslam 2004). Därmed startade han en fejd med Triple H. Han vann även Royal Rumble år 2009.
Orton gjorde sin debut som fribrottare år 2000. Han blev tränad av flera olika fribrottare, bland annat sin pappa Cowboy Bob Orton. Orton är välkänd för sin avslutningsmanöver "RKO (RandallKeithOrton)" som har blivit mycket populär i WWE.